# Michel Bras
Michel Bras (4 de novembre de 1946 a Gabriac) és un popular xef francès que es caracteritza pel tracte que dedica a la naturalesa dels aliments.

## Biografia
Ell i el seu fill porten al seu càrrec un restaurant i un hotel a La Guiòla, al departament d'Aveyron. Michel Bras va aprendre a cuinar de la seva mare que li va ensenyar a preparar el plat aligot amb el mestratge dels temps clàssics. El seu restaurant va ser votat en la setena posició dins de la llista de millors restaurants del món, llista mantinguda per la Restaurant (magazine) Top 50 l'any 2008. Al començament dels anys noranta és visitat per Ferran Adrià i alguns dels seus companys restauradors de El Bulli i sembla haver estat una influència sobre el cuiner català.